# Chrześcijaństwo w średniowieczu
Chrześcijaństwo w średniowieczu – okres historii chrześcijaństwa od upadku Cesarstwa Zachodniorzymskiego (ok. 476) do wystąpienia Marcina Lutra (1517).

## Rozwój chrześcijaństwa

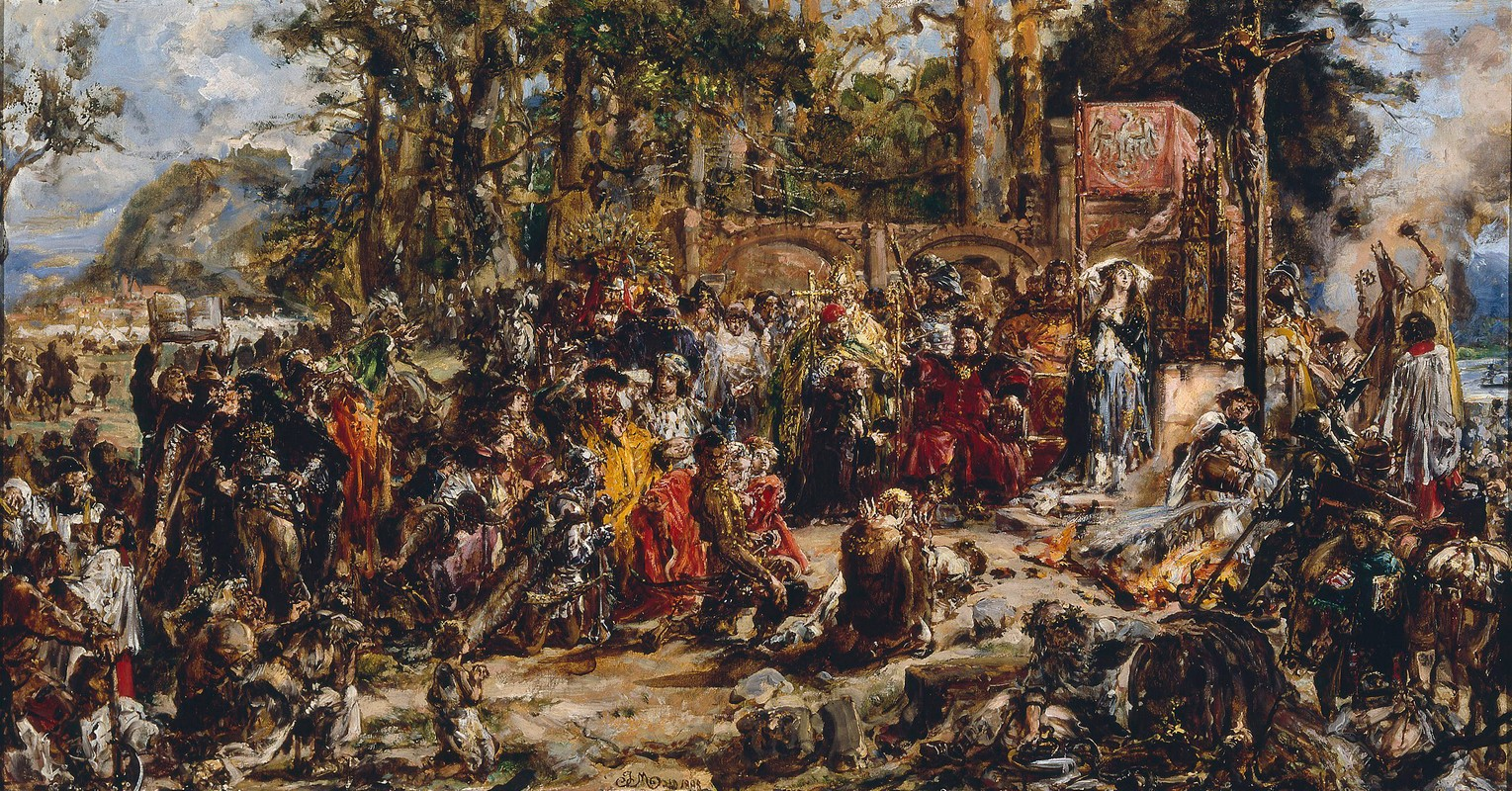
Chrzest Litwy, obraz Jana Matejki

Kościół wyszedł zwycięsko z chaosu, który nastał po upadku Cesarstwa rzymskiego. Goci pod wodzą Alaryka, którzy w 406 roku złupili Rzym szybko przystosowali się do rzymskiego stylu życia. Pomimo wojny domowej i zniszczeń chrześcijaństwo wydawało się stabilne i wciąż się rozprzestrzeniało, zwłaszcza na północ (w V w. miała m.in. miejsce chrystianizacja Irlandii przez świętego Patryka).
Leon I (zm. 461) miał duże poparcie w społeczeństwie, zwłaszcza po tym, gdy – dzięki negocjacjom – zatrzymał najazd Attyli na Rzym.

### Chrystianizacja nowych krajów
W okresie średniowiecza przypadło największe nasilenie chrystianizacji, a spowodowane było dominującą pozycją chrześcijaństwa wśród ówczesnych europejskich władców oraz rosnącymi wpływami papiestwa.
Wszelkie oznaki rodzimej wiary, całkowicie zastępowane były chrześcijańskimi symbolami – w miejscu świętych gajów i świątyń (kącin), wznoszono kościoły; w dniach, w których obchodzono uroczystości religijne (np. celtyckie Samhain czy słowiańskie Dziady), ustalano różnego rodzaju święta kościelne (Wszystkich Świętych). W ten sposób stopniowo odbywał się proces porzucania wcześniejszych wierzeń de facto zmieniając jedynie nazwy i formy ich obchodów.

### Okresy przyjmowania wiary chrześcijańskiej przez średniowiecznych władców
| Państwo                    | Rok             | Władca                | osobny artykuł |
| -------------------------- | --------------- | --------------------- | -------------- |
| Frankowie                  | 25 grudnia 496  | Chlodwig I            |                |
| Irlandia                   | V w.            |                       |                |
| Szkocja                    | VI w.           |                       |                |
| Brytania                   | VI w.           |                       |                |
| Niemcy                     | VII w.          |                       |                |
| Państwo wielkomorawskie    | 822             | Mojmir I              |                |
| Bułgaria                   | 25 maja 866     | Borys I Michał        |                |
| Czechy                     | 925             | Wacław I Święty       |                |
| Dania                      | 965             | Harald Sinozęby       |                |
| Polska                     | 14 kwietnia 966 | Mieszko I             | Chrzest Polski |
| Węgry                      | 974             | Gejza                 |                |
| Wielkie Księstwo Kijowskie | 988             | Włodzimierz I         | Chrzest Rusi   |
| Islandia                   | 1000            |                       |                |
| Szwecja                    | 1008            | Olof Skötkonung       |                |
| Norwegia                   | 1024            | Olaf II Święty        |                |
| Litwa                      | 1387–1388       | Władysław II Jagiełło | Chrzest Litwy  |

## Rozwój ruchu monastycznego
W średniowieczu mocno rozwinęło się życie zakonne.
Nauka pierwszych pustelników, nazywanych ojcami pustyni, przekazana później na zachód przez Jana Kasjana stanowiła podstawę późniejszych reguł monastycznych, m.in. św. Benedykta, które trwale wpisały się w wizerunek Kościoła.

### Zakony żebrzące
W XIII w. nastąpił rozwój zakonów żebrzących, jako reakcja na kryzys Kościoła i wzrost ruchów heretyckich. Zaliczają się do nich:
- Dominikanie
- Franciszkanie
- Augustianie
- Karmelici

## Formowanie doktryny
Ważne sobory powszechne, które zwołano w średniowieczu, to:
- sobór konstantynopolitański II zwołany w 553 roku,
- sobór konstantynopolitański III zwołany w 680 roku,
- sobór nicejski II zwołany w 787 roku.

## Ikonoklaści
Ikonoklazm, czyli Kłótnia o Obrazy, był ruchem wrogim kultowi ikon, świętych obrazów, które stanowiły przedmiot adoracji we Wschodnim Cesarstwie rzymskim. Pojawił się w VIII i IX w. i przejawiał w prowadzonym na szeroką skalę niszczeniu ikonostasów, fresków, a nawet klasztorów i prześladowaniem osób adorujących ikony (ikonoduli).
Inną herezją średniowieczną był monoteletyzm.

## Schizma wschodnia
W V w. słabość cesarstwa zachodniorzymskiego sprawiała, że rosło znaczenie biskupa Rzymu, podczas gdy w cesarstwie wschodniorzymskim patriarcha popadał w coraz większą zależność od cesarza.
Z prymatem Rzymu nie zgadzało się wielu biskupów Wschodu, a także cesarz wschodniorzymski, którzy na soborze trullańskim w 692 uznali papieża za przeklętego heretyka. Na tym tle zarysował się konflikt pomiędzy Kościołem wschodnim i zachodnim, który z biegiem czasu doprowadził do schizmy.
W VII i VIII w. Kościół wschodni i zachodni utrzymywały między sobą kontakty. Wsparciu papieża przypisuje się m.in. sukces w zwalczaniu monoteletyzmu i ikonoklastów na wschodzie. Później jednak w Bizancjum istniała tendencja do uznawania prymatu Rzymu za czysto honorowy, albo nawet do jego negowania.
W IX wieku doszło do zerwania kontaktów między kościołami w wyniku tzw. schizmy Focjusza, zwanej też schizmą Mikołaja I. 
Anatemy ogłoszone w 1054 roku przez legata papieskiego i patriarchę Michała Ceruraliusza zapoczątkowały ostateczny rozłam w chrześcijańskie – tzw. wielką schizmę wschodnią. Rozłam ten został przypieczętowany przez podbój Konstantynopola przez krzyżowców w 1204 roku.
Od tej pory określenie Kościół katolicki odnosi się do Kościoła rzymskiego i Kościołów Wschodnich, które nie zerwały jedności z Rzymem, choć Cerkiew prawosławna, spadkobierca Bizancjum, również go używa, z tego względu Kościół rzymski określa się zwykle terminem Kościół rzymskokatolicki.

## Krucjaty

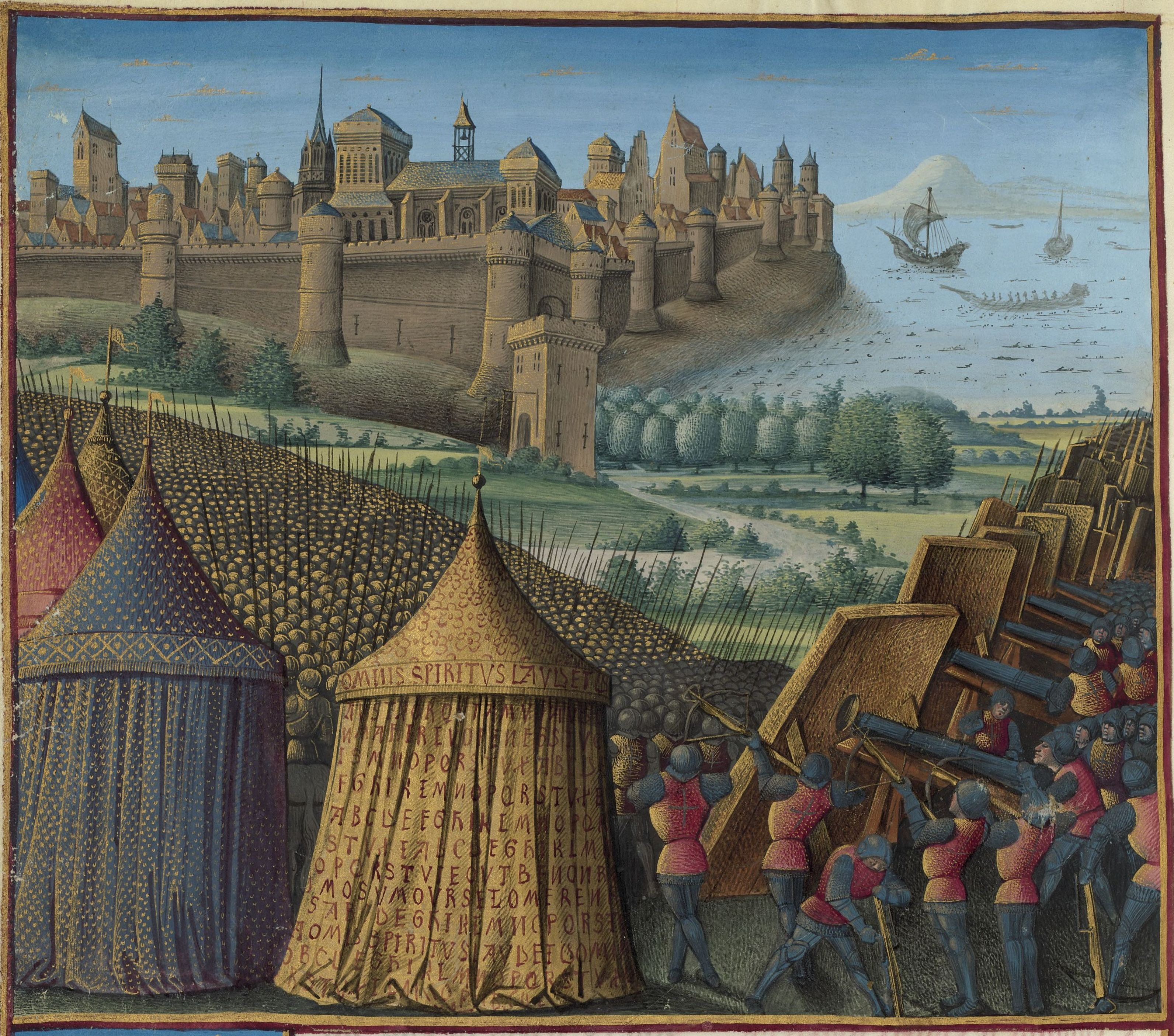
Podczas II wyprawy krzyżowej król Baldwin III Jerozolimski po 5-miesięcznym oblężeniu zdobył w 1153 Aszkelon

Krucjaty to wyprawy zbrojne, podejmowane w XI-XIV w. przez państwa i rycerstwo Europy. Wojny te były prowadzone przede wszystkim przeciw muzułmanom, ale także przeciw poganom, chrześcijańskim heretykom, a czasami nawet przeciw samym katolikom. Choć powody tych wojen były w dużym stopniu religijne, to mieszały się one również z czynnikami politycznymi i ekonomicznymi. Krucjaty ogłaszane były głównie przez papieży, jednak czasami również przez innych władców, wspieranych przez papiestwo.
W wyniku wypraw krzyżowych powstały liczne zakony rycerskie, które miały potem silne wpływy w Europie.

## Spór o inwestyturę
Był to XI-wieczny spór między władcą Świętego Cesarstwa Rzymskiego, Henrykiem IV, a papieżem Grzegorzem VII o mianowanie biskupów. Spór ten w istocie dotyczył hegemonii nad ówczesnym światem chrześcijańskim, ponieważ obozy papieski (gregoriański) i cesarski chciały realizować sprzeczne wizje uniwersalistycznej Europy.

## Rozwój uniwersytetów

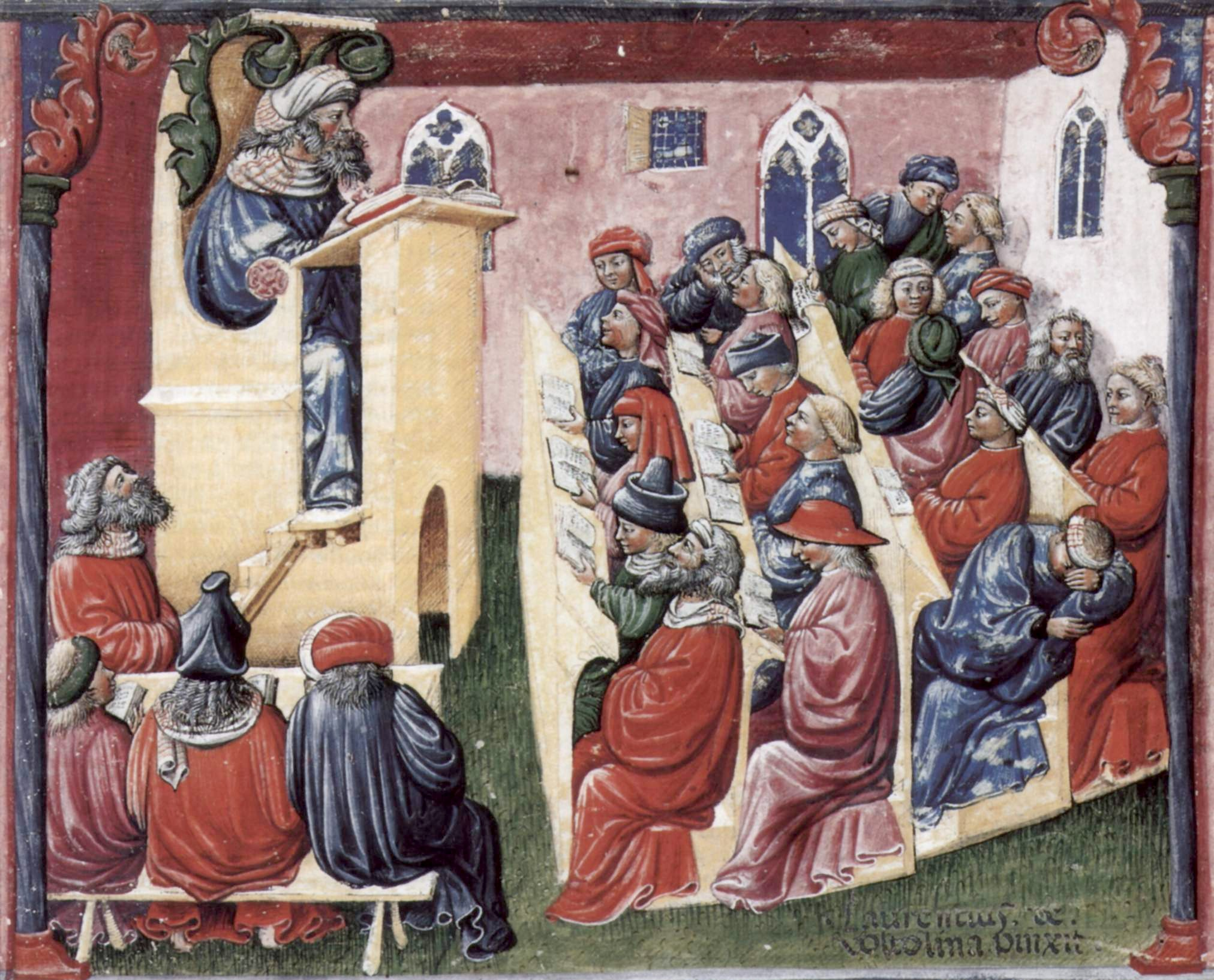
Uniwersytet Boloński, XIV wiek

Współczesne uniwersytety zachodnie mają swe źródła w średniowiecznym Kościele. Kościół otaczał studentów jurysdykcją kościelną i dawał im pewne przywileje. Szkoły katedralne w XII w. zaczęły odłączać się od katedr i powstawały jako samodzielne instytucje. Najstarszymi z nich były: Uniwersytet Boloński (1088), Uniwersytet Paryski (ok. 1100), Uniwersytet Oksfordzki (1167).

## Święta inkwizycja
W 1184 roku papież Lucjusz III podczas synodu w Weronie powołał instytucję Świętej Inkwizycji, która miała na celu walkę z wszelkimi ruchami heretyckimi, zatem wszelkimi głosicielami teorii niezgodnych z dogmatami i oficjalną doktryną Kościoła. Sądzonymi przez inkwizycję stawali się nieortodoksyjni uczeni i teologowie, ale także ludzie niewygodni dla władz Kościoła lub lokalnych społeczności katolickich.
Papież Grzegorz IX w 1231 roku rozszerzył działalność inkwizycji na wszystkie kraje katolickie i wprowadził oficjalnie urząd inkwizytorów. Powoływano ich przede wszystkim spośród dominikanów i franciszkanów.

## Wielka schizma zachodnia
Wielka schizma zachodnia był to okres trwający od 1378 do 1417 roku, kiedy to brak zgody kardynałów, kierujących się głównie pobudkami politycznymi, powodował, że do tytułu głowy Kościoła katolickiego rościło sobie pretensje dwóch, a nawet trzech papieży jednocześnie.